# Jörg Immendorff
Jörg Immendorff (* 14. Juni 1945 in Bleckede; † 28. Mai 2007 in Düsseldorf) war ein deutscher Künstler (Malerei, Bildhauerei, Grafik und Aktionskunst) und Kunstprofessor. Immendorff wurde seit Beginn der 1980er Jahre zu einem der bekanntesten deutschen Künstler der Gegenwart.

## Leben und Werk

### Schulzeit und Studium

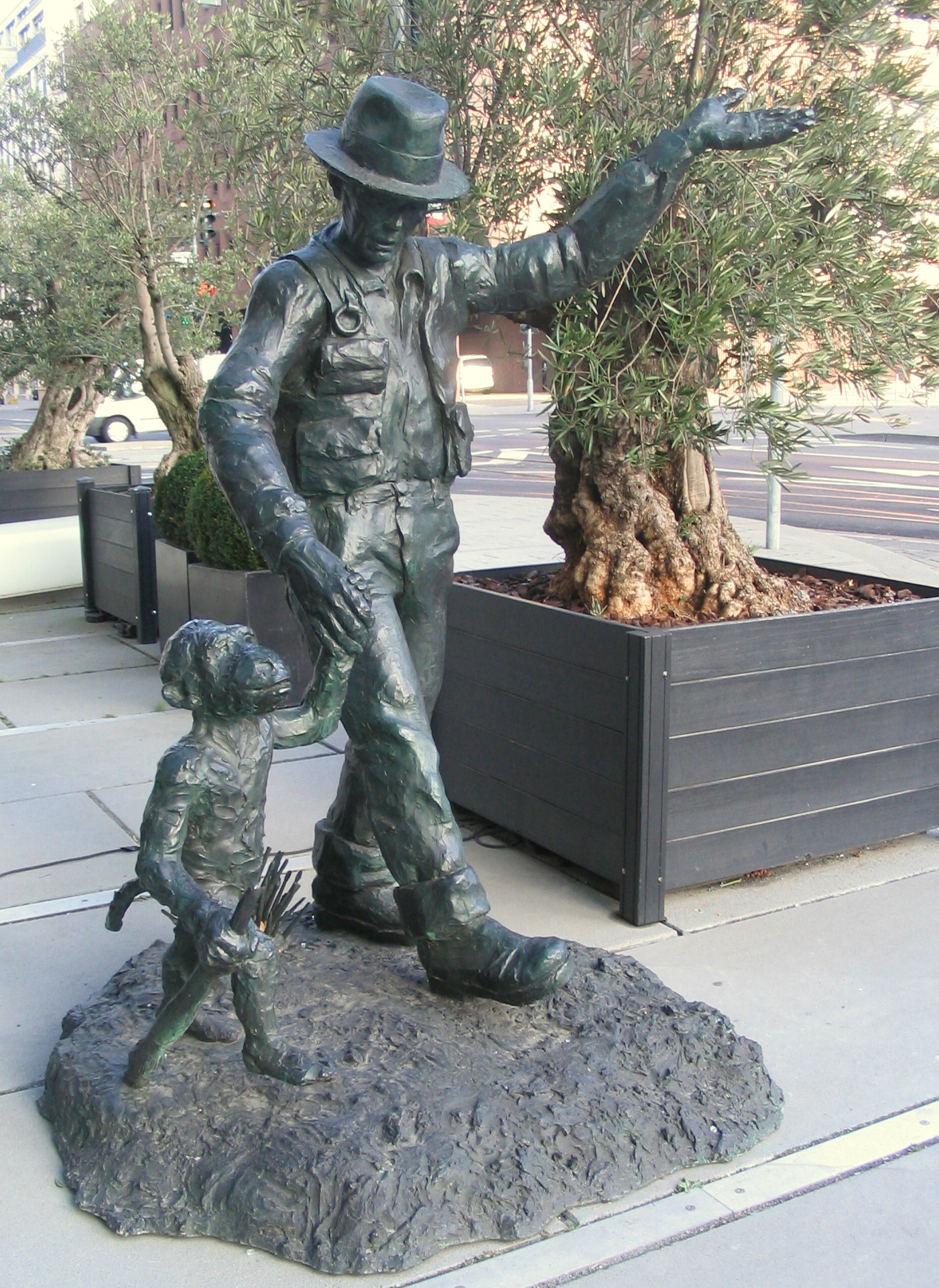
Jörg Immendorff: Affenplastik, 2002, am GAP 15 in Düsseldorf, Immendorff, sich selbst als Maleraffe darstellend, an der Hand von Beuys.

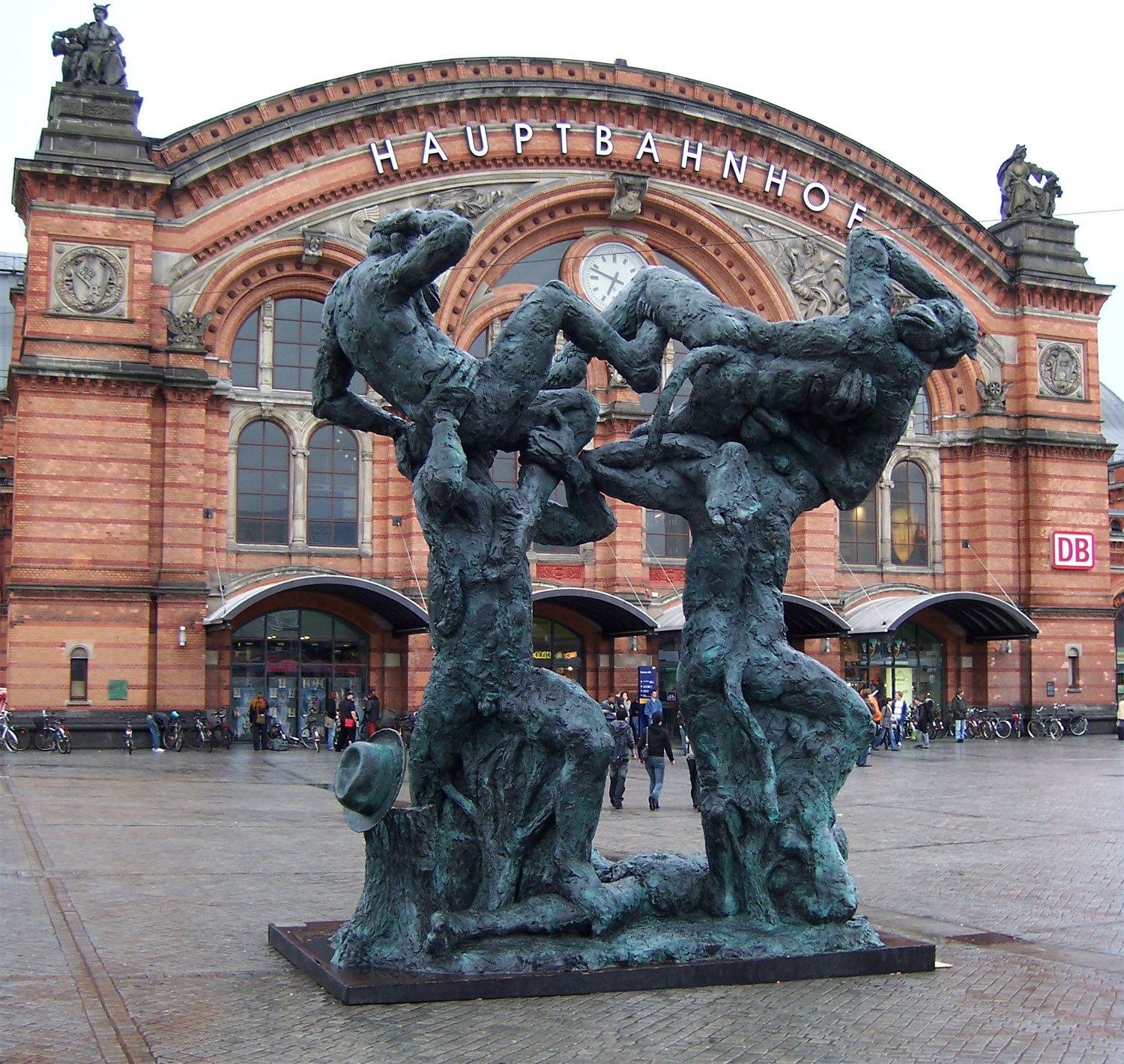
Affentor I Bremen.

Immendorff war der Sohn eines Offiziers und einer Sekretärin. Seine Eltern trennten sich, als Immendorff elf Jahre alt war, später bezeichnete er das als das prägendste Erlebnis seiner Kindheit. Als Internatsschüler besuchte er das Ernst-Kalkuhl-Gymnasium in Bonn-Oberkassel. Dort war der Maler Ludwig Siekmeyer sein Kunstlehrer. Immendorff studierte in den 1960er Jahren an der Kunstakademie Düsseldorf zuerst Bühnenbild bei Teo Otto und anschließend ab 1964 Kunst bei Joseph Beuys. Gemeinsam mit Chris Reinecke, die er 1965 kennenlernte, gründete er 1968 das Aktionsprojekt „LIDL“. Immendorff sorgte für Aufsehen, indem er sich bei seiner ersten „LIDL“-Kunstaktion einen schwarz-rot-goldenen Klotz ans Bein band und damit bis zum Einschreiten der Polizei vor dem Bundestag auf und ab lief. Seine provokanten neodadaistischen Aktionen führten 1969 schließlich zu einem Verweis von der Akademie. Während und nach seiner Studienzeit engagierte sich Immendorff politisch in der Außerparlamentarischen Opposition (Gruppe „Mietersolidarität“ in Düsseldorf) und wurde Mitglied der maoistischen KPD/AO, für die er Flugblätter grafisch gestaltete. Er engagierte sich für die dieser Partei nahestehenden Organisationen Nationales Vietnam-Komitee, Liga gegen den Imperialismus und Vereinigung Sozialistischer Kulturschaffender (VSK).

### Freier Künstler
Von 1968 bis 1981 arbeitete Immendorff als Kunstlehrer (von 1971 bis 1981 an der Dumont-Lindemann-Hauptschule in Düsseldorf), bevor er sich ganz der freien Kunst widmete. Er malte – im Gegensatz zu vielen anderen deutschen Malern, die sich nach 1945 der gegenstandslosen Kunst zuwandten – schon früh gegenständliche Bilder mit politisch-gesellschaftskritischen Inhalten. Diese Werkgruppe mit plakativen Bildern aus den frühen 1970er Jahren figuriert unter der Bezeichnung „Agitprop“. 1972 nahm er mit einer Auswahl solcher Gemälde an der documenta 5 in Kassel teil.
Schließlich wurde Immendorff zum Vertreter einer neuen Historienmalerei in Deutschland. 1976 nahm er an der Biennale von Venedig teil, in einer Gruppenausstellung in den Ex-Cantieri navali. Dort verteilte er einen Redetext, in dem er für internationalen Künstleraustausch und gegen das antidemokratische System in der DDR protestierte. Im selben Jahr begann eine Freundschaft mit dem damals noch in der DDR lebenden und dort offiziell verpönten Künstler A. R. Penck. In gemeinsamen Arbeiten thematisierten sie die deutsch-deutsche Frage. Bekannt wurde Immendorff vor allem durch eine Serie von 16 großformatigen Bildern, die „Café Deutschland“ betitelt sind. Die figurenreichen Szenen spielen sich auf einem bühnenartigen Raum ab und wurden von Renato Guttusos „Caffè greco“ inspiriert. Als Vorbild für die Räume in den „Café Deutschland“-Bildern diente die Düsseldorfer Diskothek „Revolution“, deren fiktive politische und kulturelle Gäste den damaligen Ost-West-Konflikt symbolisieren. Das Motiv des belebten Interieurs greift Immendorff in einer ähnlichen Weise zwischen 1987 und 1992 in einer weiteren Bilderserie wieder auf, die dieses Mal die Räumlichkeiten des Pariser Kaffeehauses Café de Flore zeigt und ebenfalls nach diesem benannt ist. In diesen Werken stellt sich Immendorff in unterschiedlichen Rollen dar und bewegt sich in einer Gemeinschaft aus Intellektuellen und Künstlern. 1982 war Immendorff bei Zeitgeist und mit der Skulptur Brandenburger Tor bei der documenta 7, 1984 bei der Ausstellung Von hier aus – Zwei Monate neue deutsche Kunst in Düsseldorf vertreten. Im selben Jahr eröffnete er in St. Pauli die „La Paloma“-Bar und schuf eine Plastik von Hans Albers. Eine Zeit lang stand er einigen Malern der „Jungen Wilden“ nahe, die in ihm ihr Vorbild sahen. Er übernahm zu der Zeit eine Gastdozentur an den Kölner Werkschulen. Des Weiteren war Immendorff für etliche Bühnenbildgestaltungen, etwa für die Festspiele in Salzburg, verantwortlich. In seinen Bühnenbildern zu Strawinskis The Rake’s Progress griff er in selbstironischer Weise auf Motive von William Hogarth zurück. Auch an der künstlerischen Gestaltung des „Luna Luna“-Vergnügungsparks von André Heller (1987) war er beteiligt. 1988 gestaltete Immendorff Titel und Innenteil der ersten Ausgabe der Kulturzeitung Lettre International. 1989 erhielt er eine Professur an der Staatlichen Hochschule für Bildende Künste – Städelschule in Frankfurt am Main, ab 1996 war er Professor an der Kunstakademie Düsseldorf. Als Atelier bezog er 1997 im Düsseldorfer Medienhafen die obersten Geschosse des von David Chipperfield entworfenen Neubaus Kaistraße Studios.
Neben seinen Bildern schuf Immendorff auch expressive Plastiken. Außerdem porträtierte Immendorff Gerhard Schröder für die Kanzlergalerie im Bundeskanzleramt und illustrierte die BILD-Bibel, die deren Chefredakteur Kai Diekmann 2006 auf der Leipziger Buchmesse präsentierte. Immendorffs Gemälde Verwegenheit stiften hing lange Jahre im Büro von Wolfgang Schäuble.

### Krankheit und Tod
Am 28. Mai 2007 erlag Immendorff der amyotrophen Lateralsklerose (ALS), einer tödlichen Nervenkrankheit, an der er seit 1997 litt. Er hinterließ neben seiner 27 Jahre alten Witwe, Oda Jaune, die gemeinsame Tochter und seinen Sohn aus einer früheren Beziehung mit der Düsseldorfer Modedesignerin Marie-Josephine Lynen.
Am 14. Juni 2007, dem Tag, an dem Immendorff 62 Jahre alt geworden wäre, fand eine Trauerfeier für den Maler in der Alten Nationalgalerie auf der Museumsinsel in Berlin statt. Gerhard Schröder hielt eine persönliche Rede.
Zu seinem ersten Todestag kam das von Nicola Graef in seinen beiden letzten Lebensjahren gedrehte Porträt „Ich, Immendorff“ in die Kinos. Bereits 2007 war eine Kurzfassung von 45 Minuten erschienen.
Ende Juli 2008 wurde bekannt, dass Immendorff möglicherweise auch „Kopien seiner Bilder als eigene Werke verkauft“ hat (siehe auch Selbstplagiat).

## Entwicklung seit 1998

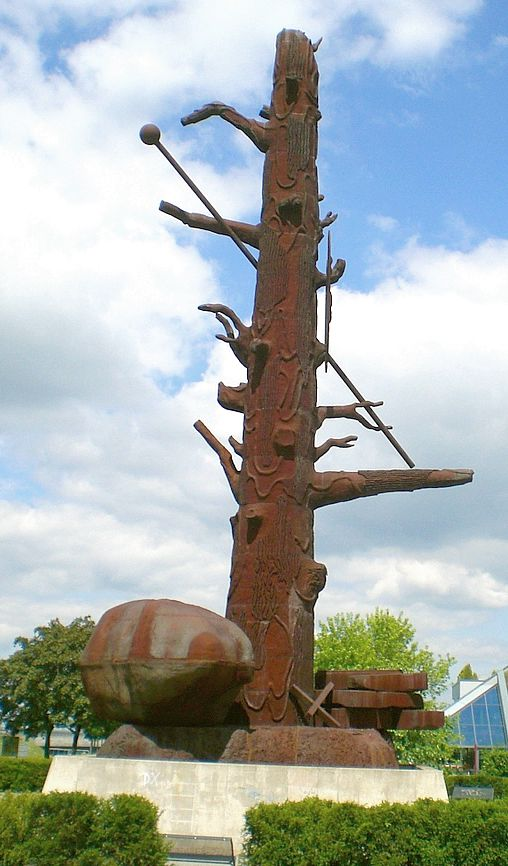
Stahlgussplastik Elbquelle (1999) in Riesa

Seit etwa 1998 veränderte Immendorff seinen Stil und seine Thematik. Nach eigener Aussage befreite er nun seine Gemälde von dem erzählenden Lametta, um zu einer reineren Malerei zu kommen. Vor monochrome Hintergründe, manchmal schwarz, meistens aber pastellfarben, setzt er geheimnisvolle Figuren und Chiffren, die zu einer eigenen Ikonographie Immendorffs führten. Dabei macht er deutliche Anleihen bei der älteren Kunst. Eines seiner neuen Leitmotive hat er Hans Baldung Grien entlehnt. Die Füße einer nackten Frau sind an Kugeln gebunden. Um das Gleichgewicht zu halten (oder um sich fortzubewegen?), stützt sie sich auf eine Krücke und auf einen Stock. Immendorff hat das traditionelle Bild der „Fortuna“ in eine eigene Bildwelt versetzt. Vielleicht ist diese Figur mit dem labilen Stand ein Zeichen für Unsicherheit und Veränderung.
Auf den neueren surreal wirkenden Bildern tauchen weitere rätselhafte Motive auf, die aus der Kunstgeschichte bekannt sind, wie das Labyrinth, der Babylonische Turm und eine Weltkugel mit acht allegorischen Figuren nach einem Kupferstich von Jacques de Gheyn, der 1596/97 unter dem Motto „Allen Dingen ist der Wechsel eigen“ erschienen ist. Dieser Globus ersetzt bei manchen Gestalten den Kopf, auch auf Selbstdarstellungen Immendorffs. Das ist vielleicht ein Hinweis auf das Lebensgefühl des Künstlers, der immer wieder seinen Stil und seine künstlerischen Aussagen verändert und in Frage gestellt hat. Dies verweist ebenfalls auf den Wechsel weg von politisch motivierten Themen, hin zu einer die Fragen der Kunst reflektierenden Motivlandschaft in den späteren Jahren.
Kunstzitate finden vor allem in Immendorffs Spätwerk Platz. Grund hierfür ist einerseits sein Interesse an der Kunstgeschichte, das ihn seine gesamte Schaffensphase hindurch begleitete, andererseits musste er eine Methode finden, die es möglich machte, trotz seiner sich verschlimmernden Krankheit, seine Arbeit fortzuführen. Immendorff machte sich zum „Composer“: Er beschrieb seinen Assistenten, wie die Werke auszusehen haben und diese mussten die Anweisungen dann ausführen. Hierfür eignet sich logischerweise ein Zurückgreifen auf ein bereits bestehendes Repertoire – die Kunstgeschichte.
Als Künstler nutzte Immendorff geschickt die Massenmedien für seine Imageförderung. Die Hochzeit mit seiner über dreißig Jahre jüngeren Partnerin, der Bulgarin Oda Jaune, [ein Künstlername, den ihr Immendorff verlieh: „Oda“ kommt aus dem Altdeutschen und bedeutet wertvoller Schatz und „Jaune“ spiegelt die Lieblingsfarbe Immendorffs wider – gelb] wurde im Jahr 2000 zu einem Medienereignis hochstilisiert. Am 18. August 2003 geriet der Künstler wegen einer Drogenaffäre jedoch in die Negativschlagzeilen. Nachweislich konsumierte er am 16. August 2003 und an mehreren weiteren Terminen in der Suite eines Düsseldorfer Nobelhotels zusammen mit Prostituierten größere Mengen Kokain. Der Künstler selbst gab zu, seit den frühen 1990er Jahren Kokain zu konsumieren. Am 4. August 2004 verurteilte ihn das Düsseldorfer Landgericht wegen Kokainbesitzes zu elf Monaten Freiheitsstrafe. Die Strafe wurde zur Bewährung ausgesetzt, u. a. mit der Auflage, 150.000 Euro an verschiedene gemeinnützige Einrichtungen zu zahlen. Immendorff konnte somit seinen Beamtenstatus und seine Professur an der Düsseldorfer Kunstakademie behalten, die er nach Beamtenrecht bei einer Freiheitsstrafe von einem Jahr oder mehr verloren hätte. Ende Oktober 2003 war er von seiner Tätigkeit als Hochschullehrer an der Düsseldorfer Akademie offiziell entbunden worden. Anfang November 2004 wurde die Suspendierung als Professor an der Düsseldorfer Kunstakademie jedoch aufgehoben. Damit durfte Immendorff wieder lehren.
Jörg Immendorff gründete an der Charité Berlin die ALS-Initiative mit einem „Stipendium zur Erforschung von Ursache und Therapie der ALS“. Er stellte mehrfach eigene Kunstwerke für gemeinnützige Institutionen zur Verfügung. So widmete er 2000 seine größte Glasmalerei dem Dresdner Wohnprojekt COSIMA für Rollstuhlfahrer, wo er seine „guten Geister“ auf neun Sicherheitsglastafeln im Format 90 × 144 cm zur Beplankung der Brückengalerie verewigte. Die „Immendorff-Initiative“ hat im Gedenken an den Verstorbenen und zur Unterstützung der ALS-Ambulanz im November 2007 im „Kunsthof“ in der Oranienburger Straße 27 in Berlin Kunstwerke der UDK-Studenten Fachklasse von Valérie Favre, Meisterschülern von Jörg Immendorff, Akademie Wien Fachklasse Daniel Richter und HGB Leipzig, Fachklasse Neo Rauch ausgestellt und in einer „Stillen Auktion“ versteigert.
Vom 23. September 2005 bis 22. Januar 2006 wurde er mit einer umfassenden Einzelausstellung in der Neuen Nationalgalerie in Berlin geehrt, diese trug den Titel Male Lago.
Immendorff hat sich auch für die gemeinnützige Galerie fiftyfifty engagiert.
Immendorff wurde am 7. Oktober 2006 mit dem „Kaiserring“ der Stadt Goslar für seine Kunst ausgezeichnet. Nach der Begründung der Jury sei Kunst für Immendorff „kein Selbstzweck“, sondern es gehe ihm um die „unmittelbare gesellschaftliche Wirkung“.

## Zweifel an Originalwerken
2008 veröffentlichte der Galerist und Testamentsvollstrecker Immendorffs, Michael Werner, die Warnung, dass sich im Kunsthandel auch Werke Immendorffs befänden, die nicht von Immendorffs Hand stammen. Diese Werke sollen Assistenten nach Immendorffs Vorstellungen gefertigt haben. Immendorff versah sie dann nach Darstellung des Galeristen mit seiner Signatur.
Im Sommer 2007 erstattete Witwe und Erbin Oda Jaune auf Geheiß von Michael Werner Strafanzeige bezüglich einer vermeintlichen Fälschung. Das betroffene Gemälde mit dem Titel „Ready-Made d’histoire dans Café de Flore“ sollte in einem renommierten Auktionshaus versteigert werden. Die Düsseldorfer Staatsanwaltschaft ermittelte ausführlich, fand jedoch keine Anhaltspunkte, die auf eine Fälschung oder eine Straftat hinwiesen. Das Verfahren wurde ohne Anklageerhebung eingestellt, die Klägerin auf den Privatklageweg verwiesen. Experten interpretieren die Fälschungsdebatte als Marktauseinandersetzung zwischen Galeristen, die nicht mit Fakten untermauert werden konnte. Bisher liegen weder weitere Anzeigen vor noch sind weitere Kunstwerke Immendorffs von Michael Werner offiziell als Fälschungen eingeordnet worden. Als Fazit der Fälschungsvorwürfe ergab sich kein einziger dokumentierter Fälschungsfall.

## Posthume Rezeption
Im Herbst 2010 erschien eine erste Immendorff-Biografie. Autor ist Hans Peter Riegel, ein langjähriger Gefährte und Vertrauter Immendorffs. Das Buch konzentriert sich auf Immendorffs Leben bis etwa 1985.
Riegel erklärt dessen Geltungsbedürfnis und Ringen um Anerkennung als Folgen seiner Jugend. Die Eltern trennten sich, als er elf war; darüber sei er nicht hinweggekommen. Den begehrten Übervater habe er in seinem Lehrer Joseph Beuys gefunden, die Übermutter zeitweilig in seiner Studienkollegin Chris Reinecke.
Seine künstlerischen Gaben seien mittelmäßig gewesen. Der harte Kerl – erst in Lederkluft, dann im Zweireiher – sei nicht so selbstsicher gewesen, wie er sich gab.
„Zu Beginn eines Gesprächs konnte er sehr frostig sein. Doch der Mann, der eben noch als Bescheidwisser auftrat, konnte schon kurz darauf zum Zweifler werden und zugeben, dass er sich in der Politik nicht so gut auskenne, um zu beurteilen, ob Gerhard Schröders sanfter Umgang mit autoritären Staaten wie Russland oder China richtig oder falsch sei. Selbst gegenüber Kritik an seinem Werk zeigte sich Immendorff abseits der Öffentlichkeit keineswegs unzugänglich.“
Tilman Spengler hat 2015 einen Roman über seinen Freund Jörg Immendorff veröffentlicht (Waghalsiger Versuch, in der Luft zu kleben).

## Schülerinnen
- Oda Jaune, Meisterschülerin und spätere Ehefrau
- Renata Jaworska, Meisterschülerin

## Auszeichnungen
- 1997 „Premio Marco 1996“ des Museums für Moderne Kunst in Monterrey, Mexiko (der weltweit höchstdotierte Kunstpreis) für sein Gesamtwerk
- 1997 Ernennung zum Mitglied der Europäischen Akademie der Wissenschaften und Künste in Salzburg
- Bundesverdienstkreuz am Bande (20. April 1998)[30]
- 2000 Preis der Kulturstiftung Dortmund
- 2004 Berliner Bär (B.Z.-Kulturpreis)
- 2005 Goldene Feder für sein Lebenswerk
- 2006 Goslarer Kaiserring
- 2006 Bambi Kunst

## Ausstellungen
- 2001 Retrospektive, State Russian Museum, St. Petersburg
- 2002 Retrospektive in Beijing, Shanghai und Tianjin
- 2003 Aualand Teil 1: 1965–1984, Contemporary Fine Arts
- 2003 Aualand Teil 2: 1985–2003, Contemporary Fine Arts
- 2004 Das grafische Werk, Städtische Galerie am Abdinghof Paderborn (Wanderausstellung)
- 2005 High Plains Drifter, Contemporary Fine Arts
- 2005 Das grafische Werk, Kunstmuseum Heidenheim
- 2005 Das grafische Werk, städtische Galerie, Paderborn
- 2005 Male Lago, Nationalgalerie, Berlin
- 2005 figur / skulptur, Essl Museum – Kunst der Gegenwart, Klosterneuburg/Wien
- 2006 Jörg Immendorff, Kaiserringträger der Stadt Goslar 2006 Mönchehaus Museum Goslar
- 2007 Jörg Immendorff – Werke aus Bremer Sammlungen und Skulpturen im öffentlichen Raum, Weserburg, Bremen
- 2007 Jörg Immendorff. Zeichnungen 1960–2003, Museum Kunst Palast, Düsseldorf
- 2007 A Tribute – 35 Years of the Essl Collection, Essl Museum – Kunst der Gegenwart, Klosterneuburg/Wien
- 2007 Passion for Art, Essl Museum – Kunst der Gegenwart, Klosterneuburg/Wien
- 2007 Der Affe und ich, Städtisches Museum Hofheim am Taunus
- 2008 Grafik und Skulpturen, Städtische Galerie Kunsthaus Kaufbeuren
- 2008 Grafisches Gesamtwerk und Skulpturen, CCH Hamburg
- 2008 Jörg Immendorff – Was uns Malerei bedeuten kann, Essl Museum – Kunst der Gegenwart, Klosterneuburg/Wien
- 2009 Mensch, Maler, Visionär – aus seinem druckgrafischen Werk, Gelnhausen
- 2010 CORSO. Werke der Sammlung Essl im Dialog, Essl Museum – Kunst der Gegenwart, Klosterneuburg/Wien
- 2011 FESTIVAL DER TIERE – Eine Ausstellung für Kinder, Essl Museum – Kunst der Gegenwart, Klosterneuburg/Wien
- 2012: Baselitz – Immendorff – Schönebeck aus der Sammlung der Deutschen Bank Ausstellung in der Villa Wessel in Iserlohn
- 2013 Jörg Immendorff – Affentheater, Stadtgalerie Klagenfurt
- 2014 Jörg Immendorff – Druckgraphik, Neue Nationalgalerie, Berlin.[31]
- 2018 Jörg Immendorff – Grafik, Rathausgalerie Balingen
- 2018 Für alle Lieben in der Welt, Haus der Kunst München[32]
- 2019 Jörg Immendorff – Ichich, Ichihr, Ichwir. We All Have to Die, Fondazione Querini Stampalia, Venedig.[33]

## Werke in Sammlungen und als Skulpturen

### Dänemark
- Louisiana Museum of Modern Art, Humlebæk
- Museet for Samtidskunst, Roskilde

### Deutschland
- Ludwig Forum für Internationale Kunst, Aachen
- Neues Museum Weserburg Bremen, Bremen
- Affentor (Skulptur) in Bremen
- Kunstsammlungen Chemnitz, Chemnitz
- Museum Kunstpalast, Düsseldorf
- Museum Küppersmühle Sammlung Grothe, Duisburg
- Museum Folkwang, Essen
- Hamburger Kunsthalle, Hamburg
- Städtische Galerie beim ZKM, Karlsruhe
- Kunsthalle zu Kiel, Kiel
- Museum Ludwig, Köln
- Staatliche Graphische Sammlung, München
- Pinakothek der Moderne, München (Sammlung Stoffel)
- Kunstmuseum Wolfsburg, Wolfsburg
- Kunstmuseum Walter, Augsburg
- Sammlung Würth, Künzelsau
- Sammlung zeitgenössischer Kunst der Bundesrepublik Deutschland, Bonn
- Stiftung Haus der Geschichte der Bundesrepublik Deutschland, Bonn

### Frankreich
- Fonds régional d'art contemporain – Ile-de-France Le Plateau, Paris
- Centre Pompidou – Musée National d’Art Moderne, Paris
- Musée d’Art Moderne et Contemporain de Strasbourg, Straßburg

### Kanada
- The Montreal Museum of Fine Arts – Musée des beaux-arts de Montréal, Montreal, Quebec
- National Gallery of Canada – Musée des beaux-arts du Canada, Ottawa, Ontario

### Niederlande
- Gemeentemuseum Den Haag, Den Haag
- Van Abbemuseum, Eindhoven

### Norwegen
- Astrup Fearnley Museet for Moderne Kunst, Oslo

### Österreich
- Sammlung Essl – Kunst der Gegenwart, Klosterneuburg/Wien
- Museum der Moderne Salzburg

### Portugal
- Museu Serralves – Museu de Arte Contemporânea, Porto

### Schweiz
- Kupferstichkabinett, Basel
- Cabinet des estampes du Musée d’art et d’histoire, Genf
- Kunsthaus Zürich

### USA
- Art Institute of Chicago
- MOCA, Los Angeles, CA
- Philadelphia Museum of Art
- The Broad Art Foundation, Santa Monica, CA

### Vereinigtes Königreich
- Saatchi Gallery, London (England)
- Tate Britain, London (England)

## Diskografie
- Markus Oehlen, Albert Oehlen, Jörg Immendorff, Werner Büttner, Martin Kippenberger und A. R. Penck – Die Rache der Erinnerung, ZickZack – ZZ 205, 1984

## Filme
- Durch die Nacht mit … Jörg Immendorff & Christoph Schlingensief. Dokumentation, Deutschland, 2004, 64 Min., Regie: Edda Baumann-von Broen, Produktion: arte, Erstausstrahlung: ZDF, 1. Juni 2004.[34]
- Gero von Boehm begegnet … Jörg Immendorff. Gespräch, 2006, Inhaltsangabe von 3sat
- Ich. Immendorff. Dokumentation, Deutschland, 2007, 98 Min., Regie: Nicola Graef, Erstsendung: 9. Oktober 2008, Inhaltsangabe vom WDR.[35]